# Missionari della Carità

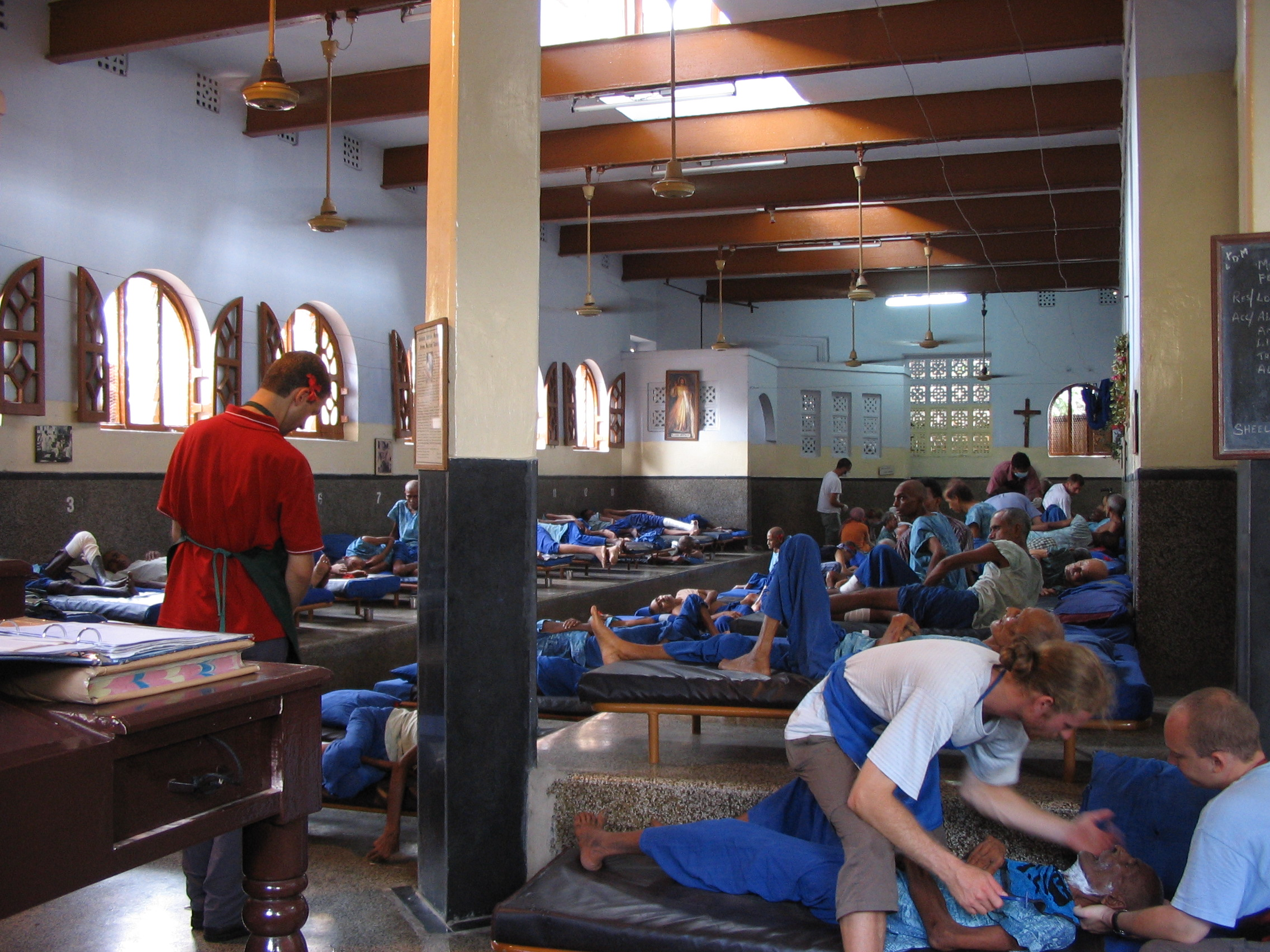
Missionari nella Casa di Madre Teresa, a Calcutta.

Con il termine Missionari della carità si identificano tutte le congregazioni e famiglie religiose fondate da Madre Teresa di Calcutta; non si tratta di una congregazione unica, ma di diversi istituti che si rivolgono a persone diverse, pur ispirandosi tutti agli stessi principi.
I Missionari sono composti da quattro congregazioni religiose:
- Missionarie della carità, congregazione femminile che comprende il ramo attivo (fondato nel 1950) e il ramo contemplativo (fondato nel 1976);
- Fratelli missionari della carità di vita attiva, fondati nel 1963;
- Fratelli missionari della carità  di vita contemplativa, fondati nel 1979;
- Padri missionari della carità, fondati nel 1984.

Rientrano tra i missionari anche due movimenti ispirati al carisma di Madre Teresa:
- Laici missionari della carità, per laici sia celibi sia coniugati;
- Movimento Corpus Christi, per sacerdoti, fondato nel 1991.

Le varie congregazioni fondate da madre Teresa, seguono tutte una comune finalità, essere a fianco ai più poveri tra i poveri.
Madre Teresa, sollecitata dalla richiesta di Cristo in croce, "ho sete", decide di abbandonare la Congregazione delle suore di Loreto e di dedicarsi al sostegno materiale e spirituale degli "intoccabili", persone appartenenti alla più infima delle caste indiane.
Le Missionarie della carità vestono un sari bianco. Il sari è l'abito tipico delle donne indiane, il bianco, a differenza dei popoli occidentali, è inteso in Oriente come il colore del lutto. Le donne che indossano abiti bianchi sono quelle che non hanno più niente, perché hanno perso il marito, unica fonte di sostentamento. Ai lembi dell'abito, Teresa aggiunse 4 strisce azzurre a rappresentare i "4 voti" delle suore: povertà, castità, obbedienza ed un quarto voto speciale, vivere da povere con i poveri. Il colore azzurro fu scelto in omaggio alla Vergine Maria, al cui esempio voleva guardassero le sue suore. Inoltre, sulla spalla sinistra dell'abito è cucita una piccola croce.
I Padri Missionari della Carità indossano pantaloni e camicia di colore grigio, e una piccola croce metallica sulla spalla sinistra. I Fratelli  di vita contemplativa, indossano una tunica grigia, e portano anch'essi una piccola croce cucita sulla spalla sinistra. I Fratelli di vita attiva, invece, non hanno un abito particolare, e si riconoscono soltanto per la piccola croce che portano anch'essi sulla spalla sinistra.
Le missionarie ed i missionari si dedicano alla assistenza dei malati, spesso moribondi, dei poveri, degli orfani, dei disadattati. Furono oggetto di "critiche", sia da parte del clero indù preoccupato per un loro possibile proselitismo, sia da parte degli occidentali, che li accusavano di mero assistenzialismo.
Oggi le congregazioni di Madre Teresa sono presenti in tutti e cinque i continenti e si dedicano alle più disparate forme di assistenza: tossicodipendenti, poveri, alcolisti, malati di Aids, lebbra, malaria, orfani, anziani soli.